# 박진희 (배우)
박진희(1978년 1월 8일 ~ )는 대한민국의 배우이다.

## 생애
1996년 KBS의 청소년 드라마 《스타트》로 데뷔하였고, 1998년 영화 《여고괴담》에서 그늘진 우등생 소영 역을 맡아 주목을 받았다. 이후 TV 드라마와 영화를 오가며 활동하고 있다. 초기에는 광고 모델로 보여준 섹시한 이미지도 강했으나, 《궁녀》, 《쩐의 전쟁》 등 최근작에서는 정의롭고 바른 이미지의 역할을 많이 맡았다. 최근 SBS 방송사 제작진들과의 갈등으로 SBS 드라마 리턴에서 하차하게 된 배우 고현정이 맡았던 최자혜 역을 박진희가 맡았으며, 14일에 16회 방송분부터 등장하였다.

## 출연 작품

### 영화
- 1998년 영화 《여고괴담》 ... 박소영 역
- 1999년 영화 《연풍연가》 ... 미스 홍 역
- 1999년 영화 《간첩 리철진》 ... 화이 역
- 2000년 영화 《산책》 ... 서연화 역
- 2000년 영화 《하면 된다》 ... 정장미 역
- 2003년 영화 《별》 ... 수연 역
- 2005년 영화 《연애술사》 ... 구희원 역
- 2005년 영화 《러브 토크》 ... 영신 역
- 2007년 영화 《만남의 광장》 ... 선미 역
- 2007년 영화 《궁녀》 ... 천령 역
- 2008년 영화 《달콤한 거짓말》 ... 한지호 역
- 2010년 영화 《친정엄마》 ... 지숙 역
- 2010년 영화 《포화 속으로》 ... 화란 역 (특별출연)
- 2012년 영화 《청포도 사탕: 17년 전의 약속》 ... 이선주 역
- 2014년 영화 《보톡스》

### 시트콤
- 1998년 ~ 1999년 MBC 저녁 일일시트콤 《남자 셋 여자 셋》
- 1998년 ~ 1999년 KBS2 토요 시트콤 《행복을 만들어 드립니다》

### 드라마
- 1996년 ~ 1997년 KBS2 청소년 드라마 《스타트》
- 1998년 ~ 1999년 SBS 저녁 일일연속극 《미우나 고우나》
- 1998년 SBS 아침 일일연속극 《엄마의 딸》
- 1998년 ~ 1999년 KBS2 특별기획 드라마 《싱싱 손자병법》
- 1999년 KBS2 주말연속극 《유정》 ... 한수진 역
- 1999년 ~ 2000년 SBS 일요 특별기획 드라마 《카이스트》 ... 자인 역
- 2000년 KBS2 월화 미니시리즈 《성난 얼굴로 돌아보라》 ... 신정희 역
- 2001년 KBS2 월화 미니시리즈 《비단향꽃무》 ... 이영주 역
- 2002년 MBC 주말연속극 《그대를 알고부터》 ... 김미진 역
- 2003년 MBC 단막극 《베스트극장 - 지독한 사랑을 꿈꾸는 당신에게》 ... 이하연 역
- 2005년 CS TV 드라마 《사랑한 후에》 ... 희서 역
- 2006년 SBS 드라마스페셜 《돌아와요 순애씨》 ... 한초은 역
- 2007년 SBS 드라마스페셜 《쩐의 전쟁》 ... 서주희 역
- 2010년 MBC 수목 미니시리즈 《아직도 결혼하고 싶은 여자》 ... 이신영 역
- 2010년 SBS 월화 특별기획 드라마 《자이언트》 ... 황정연 역
- 2011년 JTBC 수목 특별기획 드라마 《발효가족》 ... 이강산 역
- 2013년 MBC 월화 저녁 특별기획 드라마 《구암 허준》 ... 예진 역
- 2016년 tvN 금토 미니시리즈 《기억》 ... 나은선 역
- 2016년 KBS2 수목 미니시리즈 《오 마이 금비》 ... 고강희 역
- 2018년 SBS 드라마스페셜 《리턴》 ... 최자혜 역 (고현정의 후임으로 16회부터 34회까지 출연하였다.)
- 2019년 SBS 드라마스페셜 《닥터 탐정》 ...  도중은 역
- 2021년 MBC 4부작 옴니버스 드라마 《러브 씬 넘버 42세 편》 ... 정창경 역
- 2021년 SBS 금토 미니시리즈 《모범택시》 ... 도 검사 역 (특별출연)
- 2021년 ~ 2022년 KBS2 대하드라마 《태종 이방원》 ... 원경왕후 민씨 역
- 2024년 SBS 금토드라마 《7인의 부활》 ... 판사 역 (특별출연)

### 만화 주제가
- 찬사소녀 새롬이 (1987년)
- 태권동자 마루치아라치 (1988년)
- 슈퍼보이 (1987년)

### 인형극 주제가
- 바베크 탐정
- 아리아리 아리송
- 소년 탐정 학다리
- 치티치티 빵빵

### 드라마 주제가
- 꾸러기

### 뮤직비디오
- 1997년 홍경민 - 이제는
- 2004년 박효신 - 그곳에 서서
- 2005년 빅마마 - 여자
- 2010년 하하 - 술병

### 방송
- 2004년 《도전! 골든벨》 228회 서울 영상고 편(교명 변경전 영등포여상) 출신 동문으로 출연
- 2016년 《김제동의 톡투유 - 걱정 말아요! 그대》
- 2017년 《은밀하게 위대하게》
- 2018년 《다큐 플러스》 35회 : 착한 경영, 세상을 살리다 1부 - 지구를 위한 작은 실천 / 36회 : 착한 경영, 세상을 살리다 2부 - 돈보다 사랑 - 내레이션
- 2018년 《다큐세상 - 푸드플랜, 우리를 지키는 밥상》 - 내레이션, 출연
- 2019년 《식객 허영만의 백반기행》 - 게스트 (30회)
- 2021년 《행복한 동행, 오! 마이 라이프》 - 출연
- 2021년 《다큐On》 110회 : 버려진 풍요, 쓰레기 여행 - 내레이션
- 2021년 《6시 내고향》 - 7283회(시청자와 함께 30년 6시 내고향 30주년 특집 (1부)) -특별출연[1]
- 2022년 《ECO 아일랜드 천사도》
- 2024년 《진실 혹은 설정: 우아한 인생》

### 라디오
- 2000년 SBS 라디오 《김승현 박진희의 텐텐클럽》
- 2002년 KBS 라디오 《박진희의 밤을 잊은 그대에게》

### 콘서트
- 2016년 《넥스트 그린 토크 콘서트》

### 광고
- 동아오츠카 화이브 미니
- 롯데제과 위즐

## 홍보대사
| 연도   | 홍보대사 |
| ------ | --- |
| 2006년 | 제3회 서울환경영화제 홍보대사                                                                               |
| 2007년 | - 제2기 정보화마을 홍보대사 - 서민금융 홍보대사                                                             |
| 2008년 | 제7회 전국평생학습축제 홍보대사                                                                             |
| 2009년 | - 연세대학교 자원봉사단 홍보대사 - 제6회 서울환경영화제 홍보대사 - 헬로! 풋볼 캠페인 홍보대사               |
| 2010년 | - 체인지 환경지킴이 홍보대사 - 에너지 나눔 홍보대사                                                         |
| 2011년 | - 2012 세계자연보존총회 홍보대사 - 에너지 나눔 홍보대사 - 환경부 Me First 캠페인 홍보대사 - 장애인 홍보대사 |

## 수상 경력
| 연도   | 수상내용                                                                                                |
| ------ | --- |
| 2000년 | 제23회 황금촬영상 신인상                                                                                |
| 2006년 | SBS 연기대상 10대 스타상, 여자 최고인기상                                                               |
| 2007년 | - 제24회 코리아 베스트 드레서 스완 어워즈 베스트 드레서 - SBS 연기대상 10대 스타상, 여자 최우수연기상   |
| 2008년 | - 제12회 판타지아 영화제 여우주연상 - 제31회 황금촬영상 최우수 여우연기상 《궁녀》                      |
| 2010년 | SBS 연기대상 우수연기상(특별기획부문), 10대스타상                                                       |
| 2011년 | - 환경재단 선정 세상을 밝게 만든 사람들 - 제19회 대한민국 문화연예대상 한류스타상 - KBS 감동대상 희망상 |
| 2022년 | - 에이판 스타 어워즈 연속극부문 여자 최우수 연기상 - KBS 연기대상 여자 최우수상 《태종 이방원》         |

## 참고 자료
- 씨네21 - 박진희
- 강병진 (2007년 10월 5일). “[박진희] 정의의 이름으로 연기하겠어”. 씨네21. 2007년 12월 23일에 확인함.